# 달기현
달기현(達己縣), 다인현(多仁縣)은 신라시대에 있었던 행정구역이다.

## 개요
다기현(多己縣)이라고도 불렸고 사벌주의 직할현이었다. 경상북도 의성군 다인면을 중심으로 상주시 중동면까지 포함하는 지역이다. 1274년 고려 원종 15년 지금의 예천군인 보주(甫州)의 속현이 되었다가 임진왜란 직후인 1599년 선조 32년 현동(縣東), 현서(縣西), 현남(縣南), 현내(縣內) 등 4개면으로 분리되었고 1906년 4개면이 의성군에 편입된 후 1914년에 지금의 다인면이 되었다.

## 달기와 달이
우륵의 12곡에 달이(達已)라는 곡이 있는데 달기(達己)와 이름이 비슷하다 하여 다인현으로 비정(批正)된 적이 있다. 그러나 다인현은 역사상 늘상 신라영역에 속해 가야의 음악인 우륵의 12곡에 들어갈 이유가 없다. 달이는 대가야시대에 가야의 영역이었던 지금의 전라남도 여수시(麗水市) 시내 일대인 상다리(上哆唎)와 여수시 돌산읍인 하다리(下哆唎)지역이다. 일본 측에서는 이를 각각 전라북도 진안, 완주와 논산시 지역이라고도 하지만 이는 임나일본부설과 연유해 무리한 비정이다.